# Monts Kalba
Les monts Kalba (en kazakh : Қалба жотасы, en russe : Калби́нский хребе́т) forment une chaîne montagneuse peu élevée du sud-ouest de l'Altaï. Ils sont situés dans le Nord-Est du Kazakhstan-Oriental et s'allongent sur 400 kilomètres. Le point culminant des monts Kalba s'élève à 1 606 mètres d'altitude.

## Géographie

### Topographie
Les monts Kalba se présentent comme un système montagneux fortement divisé avec des chaînons peu élevés dont les sommets s'échelonnent entre 1 300 et 1 500 mètres d'altitude pour la plupart. La hauteur des monts Kalba diminue de plus en plus vers l'ouest jusqu'à former des collines dénudées et arides culminant entre 400 et 700 mètres. Ils sont délimités à l'est par l'Altaï méridional.

### Géologie
Les monts Kalba sont formés de micaschistes du Paléozoïque, de grès, de roches plutoniques (surtout du granite). Ils possèdent des gisements d'or et de roches polymétalliques. Ils font partie de l'Altaï de minerai.

### Flore
Jusqu'à 800-1 200 mètres, c'est la steppe qui domine sur un sol de castanoziom et parfois de tchernoziom. Au-dessus, on trouve quelques conifères et bouleaux disséminés. Les hauts sommets sont recouverts de toundra alpine.

## Source
- (ru) Cet article est partiellement ou en totalité issu de l’article de Wikipédia en russe intitulé « Калбинский хребет » (voir la liste des auteurs).